# Lipenská (České Budějovice)
Lipenská je název ulice v Českých Budějovicích. Ulice vede severně od Rudolfovské třídy a ústí v Pekárenskou ulici. Tímto směrem je také číslovaná. Ulici v tomto směru protínají postupně ulice Nová, Riegrova, J. Š. Baara, B. Smetany, Skuherského a Fráni Šrámka. Administrativně je součástí katastrálního území České Budějovice 3, jež je tvořeno Pražským předměstím a někdejšími osadami Kněžské Dvory a Nemanice. Měří 664 m.
Na křižovatce s Rudolfovskou se nachází kostel Božského srdce Páně a na něj navazuje areál kláštera Petrinek s mateřskou školou.